# 28. marinski polk (ZDA)
Za druge 28. polke glejte 28. polk.
28. marinski polk (angleško 28th Marine Regiment) je deaktivirani marinski polk Korpusa mornariške pehote ZDA.

## Organizacija
- Štabna četa
- 1. bataljon 28. marinskega polka
- 2. bataljon 28. marinskega polka
- 3. bataljon 28. marinskega polka